# Sinaphaenops
Sinaphaenops is een geslacht van kevers uit de familie van de loopkevers (Carabidae). De wetenschappelijke naam van het geslacht is voor het eerst geldig gepubliceerd in 1991 door Ueno & Wang.

## Soorten
Het geslacht Sinaphaenops omvat de volgende soorten:
- Sinaphaenops bidraconis Ueno, 2002
- Sinaphaenops gracilior Ueno et Ran, 1998
- Sinaphaenops mirabissimus Ueno et Wang, 1991
- Sinaphaenops orthogenys Ueno, 2002
- Sinaphaenops pilosulus Deuve & Tian, 2008
- Sinaphaenops pulcherrimus (Magrini, Vanni & Zanon, 1997)
- Sinaphaenops trisetiger Ueno, 2002
- Sinaphaenops wangorum Ueno et Ran, 1998